# Oskarshamn
Oskarshamn é uma cidade portuária da província histórica da Småland, no sul da Suécia.
Tem ligação marítima com Byxelkrok na ilha da Olândia e com Visby na ilha da Gotlândia.
É conhecida pela central nuclear de Oskarshamn, localizada a 25 km do centro da cidade.

Tem 18 741 habitantes, e é sede do Município de Oskarshamn. 
Está situada na margem oeste do estreito de Kalmar.

É atravessada pela estrada europeia E22. 